# Max Zeller (Pharmazeut, 1834)
Maximilian Georg „Max“ Zeller-Gaupp (* 25. Februar 1834 in Winnenden, Deutschland; † 16. Januar 1912 in Romanshorn, Schweiz) war ein deutsch-schweizerischer Apotheker und legte mit der Entwicklung des „zeller balsam“ den Grundstein für die Max Zeller Söhne AG, Romanshorn.

## Leben
Maximilian Georg Zeller, genannt Max, wurde am 25. Februar 1834 als zweiter Sohn der Familie Albert Zeller-Reimer in Winnenden geboren. Er besuchte vom 10. bis zum 14. Lebensjahr die lateinische Schule im deutschen Winnenden und bis Anfang 1850 das Gymnasium in Stuttgart. Danach absolvierte er eine Apothekerlehre in Göppingen. In den folgenden Jahren arbeitete er an verschiedenen Apotheken, studierte an den Universitäten Tübingen und Basel und unternahm mehrere wissenschaftliche Reisen. Von 1863 bis 1865 war er als Spitalapotheker in Basel tätig.
Ende 1865 zog er nach Romanshorn und erwarb dort im Februar 1866 von Paul Gaupp ein Wohnhaus mit Apotheke, Laboratorium, Warenlager sowie Pflanz- und Gemüseland. Im Juli 1866 heiratete er Gaupps Tochter Pauline, mit der er neun Kinder hatte. 1866 erlangte er ausserdem das thurgauische Apothekerpatent und verlegte die Apotheke in ein neues, grösseres Haus in der Bahnhofstrasse. In der Apotheke wurden nicht nur Arzneien, sondern auch Produkte aus dem Drogeriebereich geführt. Max Zeller entwickelte in seinem kleinen Labor neue Heilmittel auf pflanzlicher Basis und verbesserte bereits bestehende Präparate. Besonders erfolgreich war er mit dem Produkt „zeller balsam“ bei Magen- und Darmbeschwerden, einem von Hildegard von Bingen beschriebenen Wunderbalsam, den er durch medizinische Fortschritte und technische Neuerung wesentlich weiterentwickeln konnte. Noch heute befindet sich in den Räumlichkeiten eine Apotheke.

## Die Entwicklung des „zeller balsam“
Der auf Hildegard von Bingen zurückgehende Wunderbalsam wurde im Laufe der Jahre nicht nur von Paracelsus, sondern auch von verschiedenen Klöstern verbessert. Max Zeller erkannte das Potenzial des Heilmittels: Medizinische Fortschritte und technische Neuerungen erlaubten es ihm, das Traditionsprodukt weiterzuentwickeln und zu optimieren. Nach zahlreichen Versuchen gelang es ihm, ein Extraktionsverfahren aufzubauen, das alle wirksamen Bestandteile aus den Heilkräutern und Wurzeln auf kaltem Wege herauszog. Damit blieben alle wichtigen Wirkstoffe enthalten.
Ausserdem erkannte Max Zeller, dass sein Wunderbalsam, wie der „zeller balsam“ zu Beginn hiess, erst in Verbindung mit balsamischen Harzen seine volle Wirkung entfalten konnte.
Nachdem seine beiden jüngsten Söhne Max und Albert 1911 seine Geschäfte übernahmen, zog er sich von der Geschäftstätigkeit zurück und verstarb im Jahr 1912 nach kurzer Krankheit.
Max Zeller war ein Naturfreund und Botaniker, der sich intensiv mit der Wirkung und Verwendung von Heilkräutern beschäftigt hatte. Durch seine Experimente mit Arzneipflanzen, die Entwicklung des „zeller balsam“ der kontinuierlichen Weiterentwicklung und Vergrösserung seiner Apotheke legte er den Grundstein für das heutige Familienunternehmen Max Zeller Söhne AG, die eine breite Palette pflanzlicher Arzneimittel anbietet.